# Montecucco
Il Montecucco è una DOC riservata ad alcuni vini la cui produzione è consentita nella provincia di Grosseto.

## Zona di produzione
La zona di produzione comprende l'intero territorio dei seguenti comuni:
Provincia di Grosseto
- Cinigiano
- Civitella Paganico
- Campagnatico
- Castel del Piano
- Roccalbegna
- Arcidosso
- Seggiano

## Storia
La viticoltura nel territorio del Montecucco risale quantomeno all'epoca etrusca, come testimoniano alcuni reperti rinvenuti nella zona di Seggiano e del Potentino.
In epoca feudale furono lottizzati dei terreni indicando esplicitamente "concessioni di terre in zone a vocazione viticola". In certi casi, come a Castel del Piano nel Cinquecento, l'attività viticola poteva, in parte o completamente, sostituirsi al salario in moneta (Statuti di Castel del Piano), mentre nella zona di Montegiovi essa era fondamentale per il sostentamento delle popolazioni che vivevano del lavoro dei campi e del bosco (Piccinni, 1988).
A fine 800 i vini prodotti nel comune di Castel del Piano erano conosciuti, come si evince dai risultati delle analisi chimiche effettuate presso l’Istituto di Chimica Agraria dell’Università di Pisa (1895). Più in particolare per la produzione di uno di questi vini rossi concorrevano “Brunello”, “Tintura di Spagna” ed altre uve bianche.

## Tecniche di produzione
Il Montecucco Rosato DOC deve essere ottenuto con la vinificazione in rosato delle uve a bacca rossa. Le uve destinate alla produzione dei vini Montecucco Vin Santo DOC e Vin Santo Occhio di Pernice DOC devono essere sottoposte ad appassimento naturale fino a raggiungere un grado zuccherino di almeno 26%. La conservazione e l'invecchiamento dei vini Vin Santo e del Vin Santo Occhio di Pernice deve avvenire in recipienti di legno (caratelli) di capacità non superiore a 500 litri per un periodo minimo di 18 mesi. Il vino Montecucco Rosso DOC con menzione riserva deve essere sottoposto ad invecchiamento per almeno 18 mesi, di cui almeno 12 in contenitori in legno e 6 mesi di affinamento in bottiglia. Nella designazione dei vini Montecucco DOC può essere menzionata la dizione Vigna purché sia seguita dal relativo toponimo. Sulle etichette di ciascuna tipologia di vino Montecucco DOC è obbligatorio riportare l'annata di produzione delle uve.

## Disciplinare
Il Montecucco DOC è stato istituito con DM 30 luglio 1998 pubblicato sulla Gazzetta Ufficiale n. 185 del 10 agosto 1998.
Successivamente è stato modificato con:
- DM 9 settembre 2011 GU 222 – 23 settembre 2011
- DM 30 novembre 2011 GU 295 – 20 dicembre 2011
- La versione in vigore è stata approvata con DM 07 marzo 2014 Pubblicato sul sito ufficiale del Mipaaf Sezione Qualità e Sicurezza Vini DOP e IGP[1]

## Tipologie

### Rosso
| uvaggio                        | Sangiovese min 60%; possono concorrere alla produzione le uve a bacca rossa di altri vitigni idonei alla coltivazione in Toscana max 40% con esclusione della Malvasia Nera, Malvasia Nera di Brindisi e Aleatico. |
| titolo alcolometrico minimo    | 12,00% vol. |
| acidità totale minima          | 4,5 g/l. |
| estratto secco minimo          | 24,00 g/l |
| resa massima di uva per ettaro | 90 q. |
| resa massima di uva in vino    | 70 % |

#### Caratteri organolettici
- Aspetto: rosso rubino intenso;
- Olfatto: vinoso e ampio;
- Gusto: armonico, asciutto giustamente tannico.

#### Abbinamenti consigliati
Primi piatti a base di carne, portate di carne arrosto o alla griglia, formaggi di media stagionatura.

### Rosso riserva
| uvaggio                        | Sangiovese min 60%; possono concorrere alla produzione le uve a bacca rossa di altri vitigni idonei alla coltivazione in Toscana max 40% con esclusione della Malvasia Nera, Malvasia Nera di Brindisi e Aleatico. |
| titolo alcolometrico minimo    | 12,50% vol. |
| acidità totale minima          | 4,5 g/l. |
| estratto secco minimo          | 25,00 g/l |
| resa massima di uva per ettaro | 90 q. |
| resa massima di uva in vino    | 70 % |

#### Caratteri organolettici
- Aspetto: rosso rubino intenso tendente al granato;
- Olfatto: ampio, vinoso, elegante, caratteristico;
- Gusto: pieno, asciutto, caldo, elegante con eventuale sentore di legno.

#### Abbinamenti consigliati
Portate di carne arrosto o alla griglia, portate di selvaggina, formaggi stagionati.

### Rosato
| uvaggio                        | Sangiovese e Ciliegiolo, da soli o congiuntamente, min 60%; possono concorrere alla produzione, da sole o congiuntamente, le uve a bacca rossa di altri vitigni idonei alla coltivazione in Toscana max 40% con l'esclusione della Malvasia Nera, Malvasia Nera di Brindisi e Aleatico. |
| titolo alcolometrico minimo    | 11,50% vol. |
| acidità totale minima          | 5,0 g/l. |
| estratto secco minimo          | 18,50 g/l |
| resa massima di uva per ettaro | 90 q. |
| resa massima di uva in vino    | 70 % |

#### Caratteri organolettici
- Aspetto: dal rosa tenue al rosa cerasuolo;
- Olfatto: fresco e fruttato;
- Gusto: sapido, secco, armonico.

#### Abbinamenti consigliati
Aperitivi, piatti di carni bianche.

### Bianco
| uvaggio                        | Trebbiano Toscano e Vermentino, da soli o congiuntamente, min 40%; possono concorrere alla produzione, da sole o congiuntamente, le uve a bacca bianca di altri vitigni idonei alla coltivazione in Toscana max 60%. |
| titolo alcolometrico minimo    | 11,50% vol. |
| acidità totale minima          | 5,0 g/l. |
| estratto secco minimo          | 17,00 g/l |
| resa massima di uva per ettaro | 110 q. |
| resa massima di uva in vino    | 70 % |

#### Caratteri organolettici
- Aspetto: giallo paglierino;
- Olfatto: delicato, fresco, più o meno fruttato;
- Gusto: asciutto, fresco, caratteristico.

#### Abbinamenti consigliati
Pesce al forno o alla griglia, antipasti di pesce, primi piatti di pesce.

### Vermentino
| uvaggio                        | Vermentino min 85%; possono concorrere alla produzione, da sole o congiuntamente, le uve a bacca bianca di altri vitigni idonei alla coltivazione in Toscana max 15%. |
| titolo alcolometrico minimo    | 11,50% vol. |
| acidità totale minima          | 5,0 g/l. |
| estratto secco minimo          | 17,00 g/l |
| resa massima di uva per ettaro | 110 q. |
| resa massima di uva in vino    | 70 % |

#### Caratteri organolettici
- Aspetto: giallo paglierino;
- Olfatto: delicato, fresco e caratteristico;
- Gusto: asciutto, morbido e sapido.

#### Abbinamenti consigliati
Pesce al forno o alla griglia, antipasti di pesce, primi piatti di pesce.

### Vin Santo
| uvaggio                        | Malvasia bianca, Grechetto bianco e Trebbiano toscano, da soli o congiuntamente min 70%; possono concorrere alla produzione, le uve a bacca bianca di altri vitigni idonei alla coltivazione in Toscana max 30%. |
| titolo alcolometrico minimo    | 17,00% vol. |
| acidità totale minima          | 4,5 g/l. |
| estratto secco minimo          | 25,00 g/l |
| resa massima di uva per ettaro | 110 q. |
| resa massima di uva in vino    | 35 % |

#### Caratteri organolettici
- Aspetto: dal giallo dorato all’ambrato intenso;
- Olfatto: profumo intenso caratteristico di frutta matura;
- Gusto: intenso e vellutato.

#### Abbinamenti consigliati
Biscotti e pasticcini, formaggi erborinati.

### Vin Santo Occhio di Pernice
| uvaggio                        | Sangiovese min 70%; possono concorrere alla produzione, le uve a bacca rossa di altri vitigni idonei alla coltivazione in Toscana max 30%. |
| titolo alcolometrico minimo    | 20,00% vol. |
| acidità totale minima          | 4,5 g/l. |
| estratto secco minimo          | 27,00 g/l |
| resa massima di uva per ettaro | 90 q. |
| resa massima di uva in vino    | 35 % |

#### Caratteri organolettici
- Aspetto: tra l'ambrato e topazio intenso con ampia unghia rossiccia che si fa marrone con l'età;
- Olfatto: profumo intenso, ricco, complesso, caratteristico di frutta matura e di altre sfumature;
- Gusto: persistente con retrogusto dolce.

#### Abbinamenti consigliati
Biscotti e pasticcini, formaggi erborinati.